# Szép mesterlövészpuska
A Szép mesterlövészpuska Szép József által tervezett, 7,62 milliméteres bullpup kialakítású ismétlőfegyver, vagyis a zárszerkezet az elsütőbillentyű mögött helyezkedik el, mellyel a fegyver hossza csökken azonos csőhossz mellett.  A magyar fegyveres erőknél használják egyelőre kis számban, a Magyar Honvédségnél az SZVD távcsöves öntöltő puska felváltását tervezik vele.
A fegyvernek két, egymástól csupán a fegyvercsőben különböző típusa létezik. A rövidebb 650 mm, a hosszabb 735 mm hosszú csővel készül, ezenkívül minden másban megegyeznek. Egysoros, öt töltény befogadására alkalmas egyenes szekrénytárral üzemel. A hosszabb cső célja a nagyobb lőtávolság és azonos lőtávon belül a nagyobb lőpontosság elérése optikai irányzék segítségével. A fegyver 935 mm hosszú, ami bullpup kialakítású puskák esetén szokványos.